# スティービー・B
Stevie B（スティービー・ビー、1958年4月19日 - 本名：Steven Bernard Hill）は、キューバの血統をもつ、歌手、シンガーソングライター、そして音楽プロデューサーである。

## 説明
1980年代後期のラテン・フリースタイル (en) とマイアミ・ダンスミュージック・シーンに80年代後期に大きな影響力を与えた。
その多作ぶりによって、「The King of Freestyle」（フリースタイルの帝王）と呼ばれた。日本でのヒット曲としては、1990年の曲『Because I Love You (The Postman Song)』が、川崎製鉄（現・JFEスチール）のCMでの　企業テーマ｢まっすぐ｡｣シリーズの曲として日本国内でのTVCMで放送されていた。

## ディスコグラフィー

### アルバム
- Party Your Body （1988年）
- In My Eyes （1989年）
- Love & Emotion （1990年）
- Healing （1992年）
- Funky Melody （1994年）
- Waiting For Your Love （1996年）
- The Best of Stevie B （1998年）
- Right Here Right Now （1999年）
- Freestyle: Then & Now （1999年）
- It's So Good （2001年）
- Scoufari all night long （2000年）
- The Greatest Hits （2001年）
- The Greatest Hits Volume 2 （2003年）
- This Time （2006年）

### シングルチャート
出典：U.S.: Billboard Hot 100、U.S. Dance: Hot Dance Club Play
- 1988年 Party Your Body (#40 U.S. Dance)
- 1988年 Dreamin' of Love (#80 U.S., #21 U.S. Dance)
- 1988年 Spring Love (Come Back to Me) (#43 U.S., #5 U.S. Dance)
- 1989年 I Wanna Be the One (#32 U.S., #39 U.S. Dance)
- 1989年 In My Eyes (#37 U.S., #29 U.S. Dance)
- 1989年 Girl I Am Searching for You (#56 U.S.)
- 1990年 Love Me for Life (#29 U.S.)
- 1990年 Love & Emotion (#15 U.S., #43 U.S. Dance)
- 1990年 Because I Love You (The Postman Song) (#1 U.S.)
- 1991年 I'll Be By Your Side (#12 U.S.)
- 1991年 Forever More (#96 U.S.)
- 1994年 Funky Melody (#29 U.S.)
- 1995年 Dream About You (#29 U.S.)